# Белфорте Монферато
Белфорте Монферато (итал. Belforte Monferrato) је насеље у Италији у округу Алесандрија, региону Пијемонт.
Према процени из 2011. у насељу је живело 433 становника. Насеље се налази на надморској висини од 257 м.

## Становништво
| 1931. | 1936. | 1951. | 1961. | 1971. | 1981. | 1991. | 2001. | 2011. |
| ----- | ----- | ----- | ----- | ----- | ----- | ----- | ----- | ----- |
| 737   | 711   | 614   | 495   | 343   | 327   | 396   | 448   | 505   |